# 南場智子
南場智子（日语：南場 智子，1962年4月21日—），生於日本新潟縣新潟市，企業家，網絡公司DeNA的創辦人。

## 生平
畢業於津田塾大學英文系，在學期間獲得獎學金前往大學的姐妹學校布林莫爾學院留學。
1986年進入日本麥肯錫公司。1988年離職，至美國留學，進入美國哈佛商學院。1990年取得MBA學位。
1999年創立DeNA。